# コンコルド広場

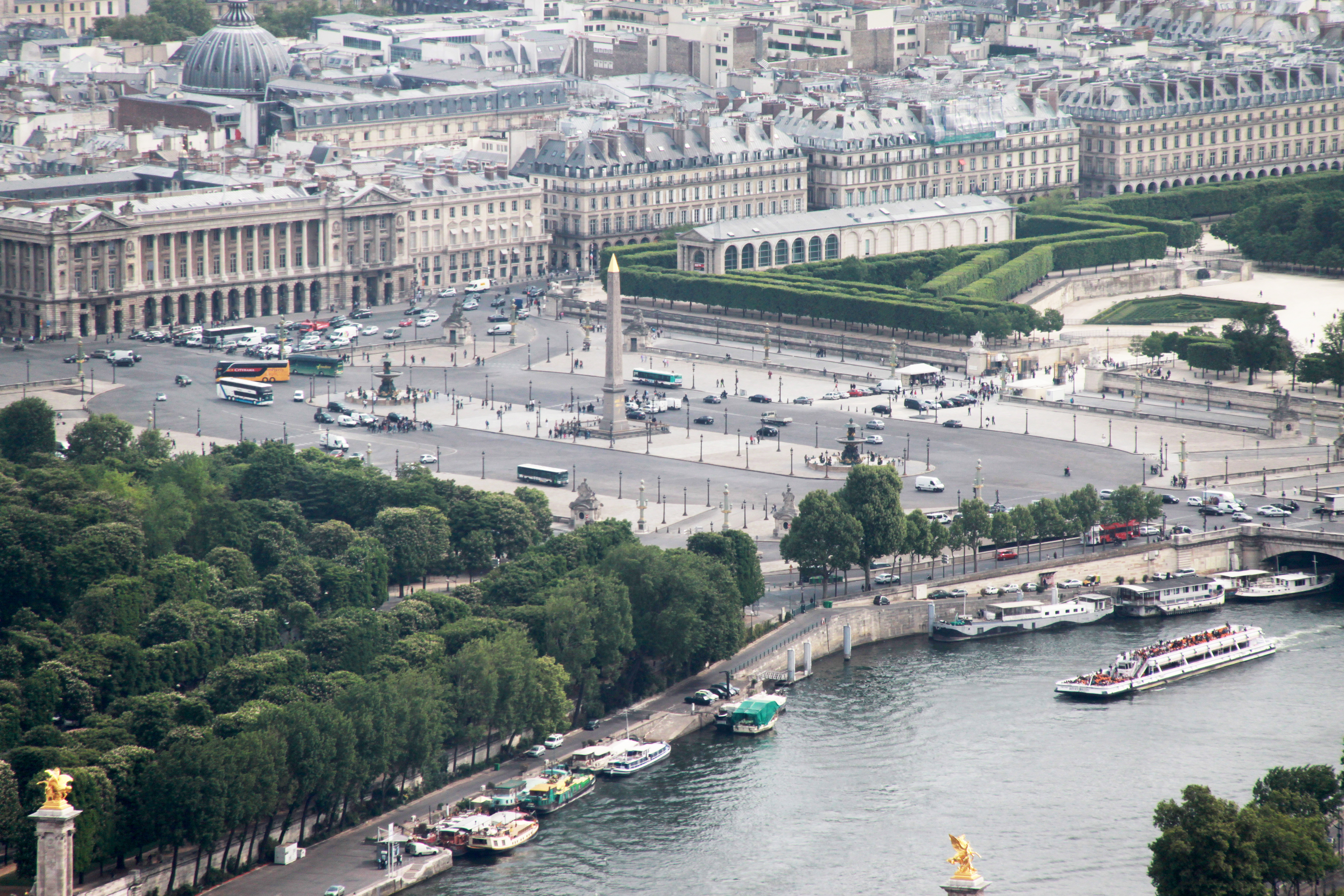
エッフェル塔から見るコンコルド広場とセーヌ川。画像右上はリヴォリ通りの建物群と広場前のオテル・ド・ラ・マリーヌ(海軍館)。

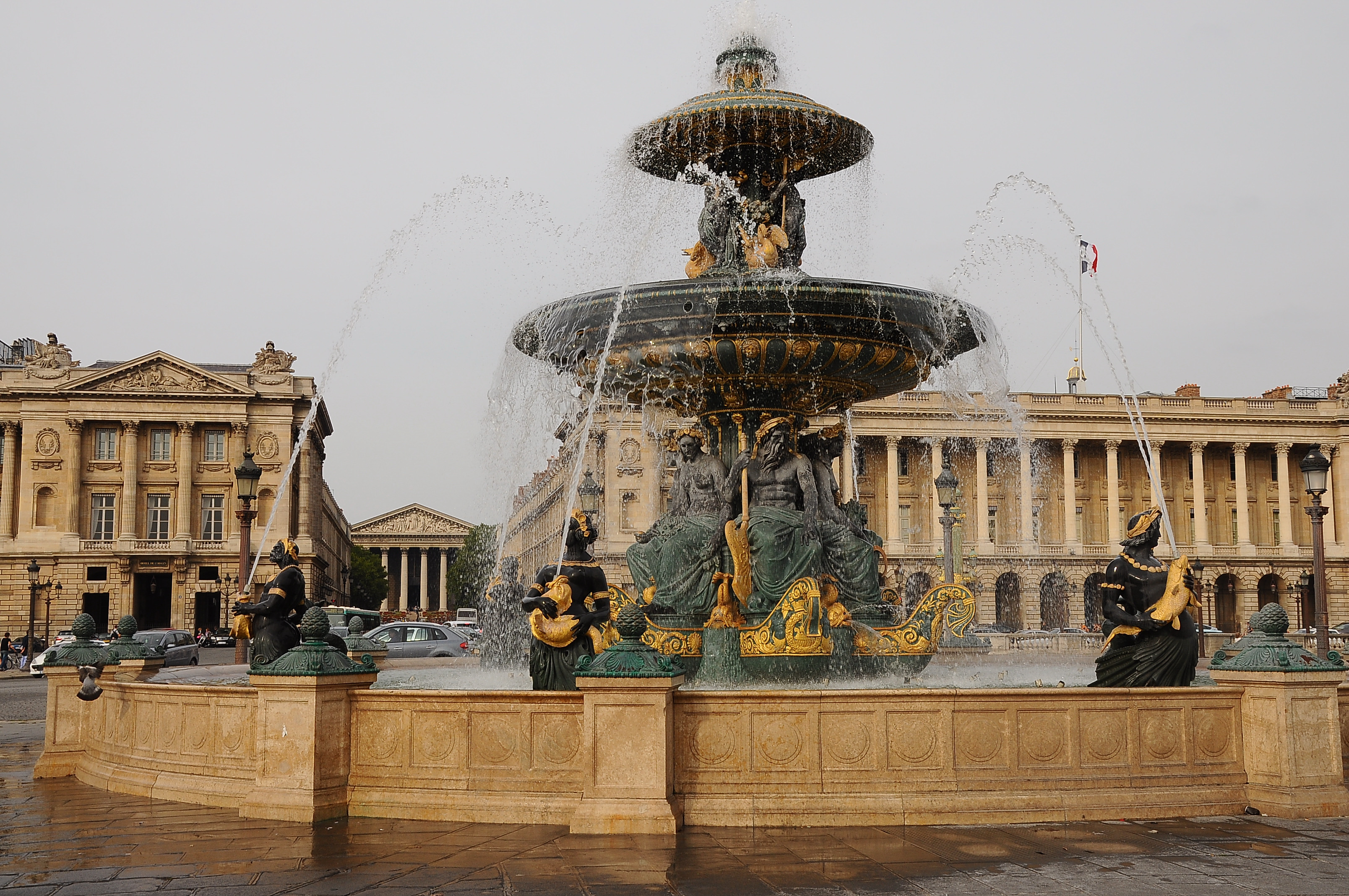
コンコルド広場

コンコルド広場（コンコルドひろば、フランス語: Place de la Concorde）は、フランス・パリ8区にある大広場。パリのセーヌ川右岸（北岸）の中心部界隈に位置し、テュイルリー庭園と、同広場が起点となるシャンゼリゼ通りとに挟まれた場所にある。同広場から東側に向かうとパリの行政区画上1区にあたる。2024年パリオリンピックではスケートボード、自転車のBMXフリースタイル、バスケットボールの3x3、ブレイキン、同パラリンピックでは開会式の会場として使用される。

## 沿革
1755年、アンジュ＝ジャック・ガブリエルによって設計され、当初ルイ15世の騎馬像が設置されていたため「ルイ15世広場」と呼ばれていた。その後、フランス革命の勃発により騎馬像は取り払われ、名前も「革命広場」に改められた。フランス革命中には、ルイ16世やマリー・アントワネットへのギロチン刑が行われた場所でもあった。
1795年のヴァンデミエールの反乱において、当時ポール・バラス軍司令官副官であったナポレオン・ボナパルトが王党派を鎮圧後、現在の「コンコルド広場」という名前で呼ばれ始める（公式名になったのは1830年）。

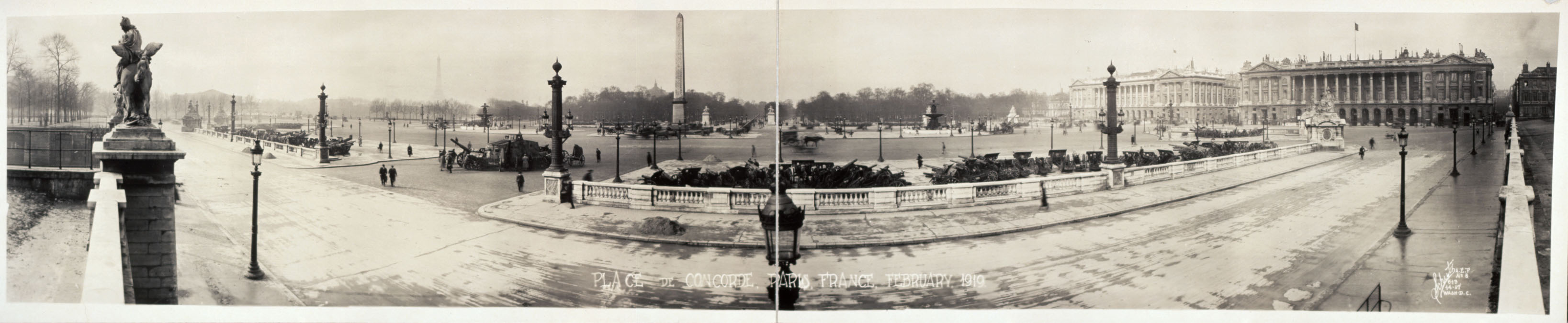
コンコルド広場（1919年）

## オベリスク

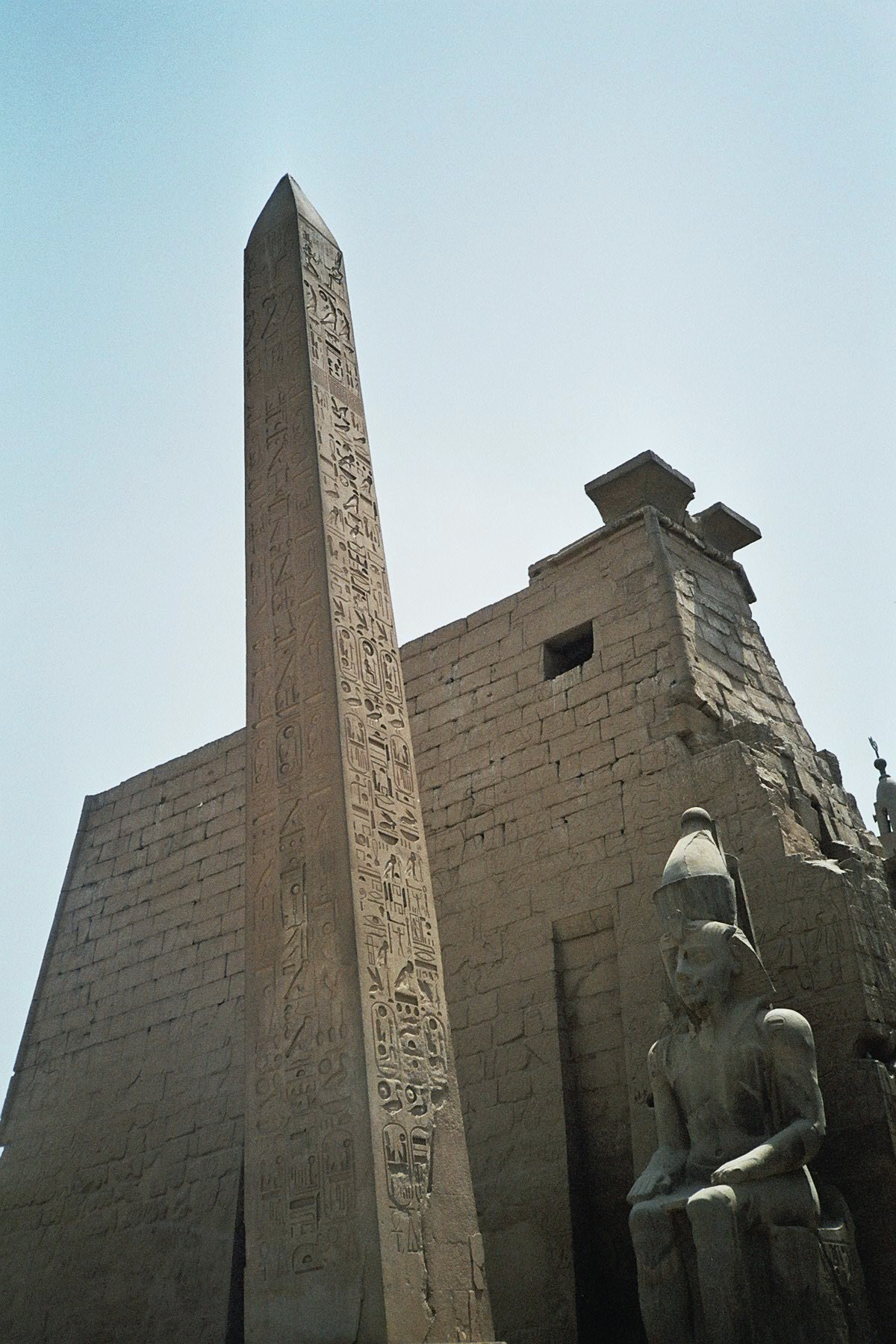
ルクソール神殿のオベリスク

広場の中心部にはエジプトのルクソール神殿のオベリスクが置かれているが、これはムハンマド・アリー朝初代総督 ムハンマド・アリーから贈られ1836年に運ばれたものである。

## アクセス
- メトロ1、8、12号線　コンコルド駅（Concorde）下車